# 金色夢
金色夢（日语：ゴールドドリーム），是日本純種競賽馬匹。生涯活躍於泥地賽事，曾勝出一級賽二月錦標及日本冠軍盃，並於柏市紀念成功連霸。

## 出賽前
2013年4月19日出生於北海道安平町北部牧場，成長途中於共享馬主組織LEX PRO中進行馬主募集，最終馬主名義登錄為出資最多的北部牧場代表吉田勝己。
其後被轉移至北海道苫小牧市北部牧場機場分場繼續成長，成長途中經已表現出其強大的脾氣。
其後交由栗東訓練中心練馬師平田修訓練。

## 競賽生涯

### 2歲
2015年12月13日於阪神競馬場出戰2歲新馬。其於比賽開始後留後，並於最後直路穿越馬群，成功獲得第一場勝利。

### 3歲
2016年1月5日，成功贏得3歲500萬獎金以下條件戰。
其後出戰公開賽風信子錦標，獲得第五人氣。賽事途中，其處於中團位置，於最後直線衝出，以2馬位領先第二的Strong Barows率先衝線。

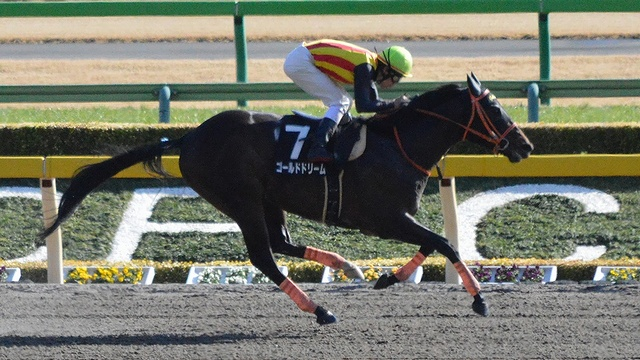
出戰風信子錦標的金色夢

5月4日出戰二級賽兵庫冠軍錦標，即使爲第一次出戰分級賽，但依然獲得第一人氣。比賽開始後，渾身勇氣開始領放，金色夢於第三的位置跟隨。進入直路後，金色夢跑出全場第三快末腳，可惜渾身勇氣仍然有力加速，甚至跑出全場最快末腳，最終金色夢於落後7馬位下，遭遇了生涯首次敗仗。

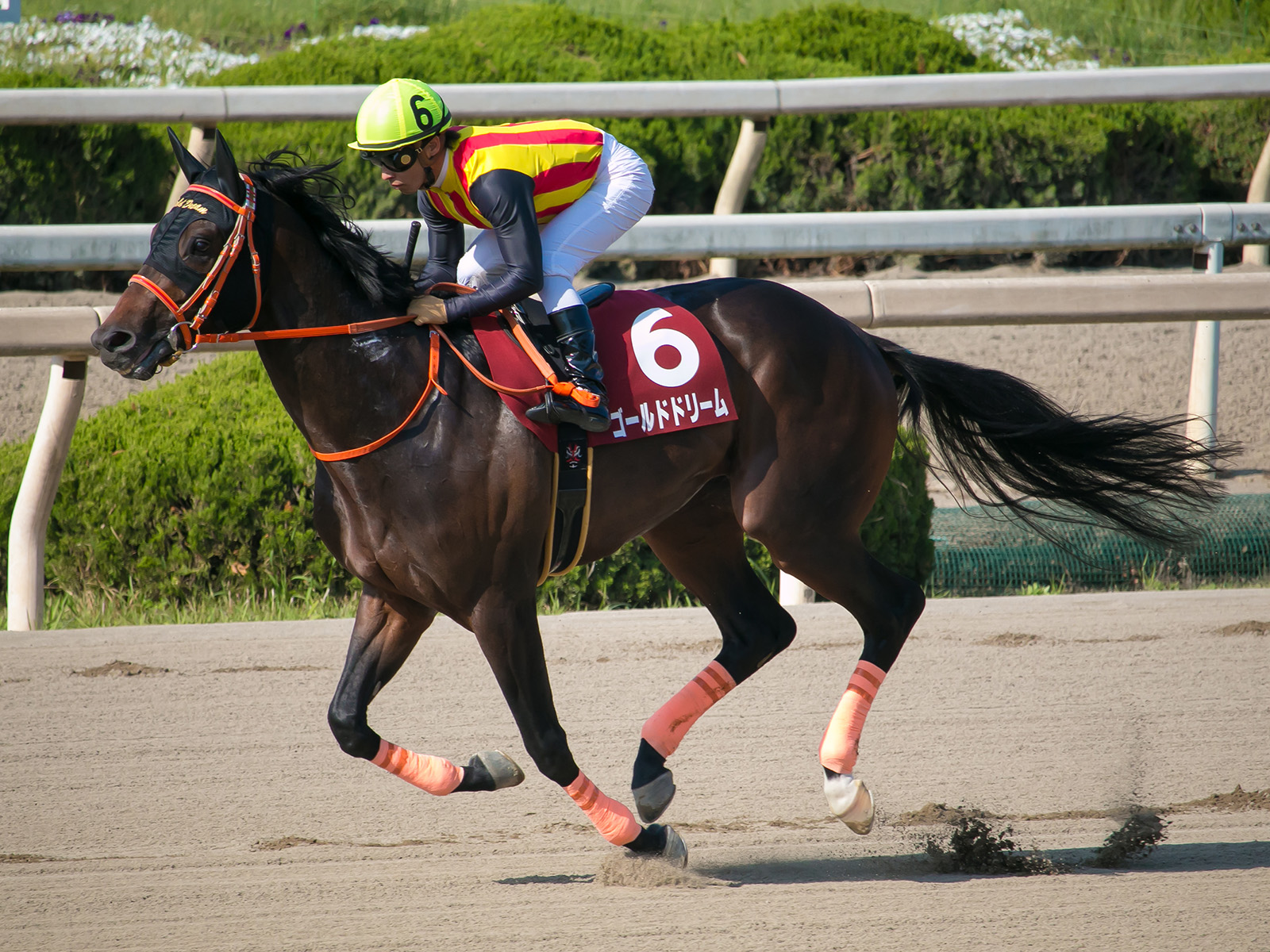
出戰兵兵庫冠軍錦標的金色夢

6月19日出戰麒麟錦標，僅次於剛剛勝出伏龍錦標的Strong Barows，獲得第二人氣。賽事途中，其保持穩定節奏進入最後彎道。於最後直路上，其與Strong Barows正面交鋒，最終成功以頸位壓過對手，獲得第一個分級賽冠軍。
其後出戰一級賽日本泥地打吡，獲得第一人氣。本場賽事由渾身勇氣進行領放，金色夢無視渾身勇氣的領放，以自己節奏留於第六位置追趕。進入最後直線後，雖然其取得良好位置，但未能追上渾身勇氣又被Kyoei Gere超越，最終獲得第三。
11月12日出戰武藏野錦標，騎師換成杜滿萊，並獲得僅次於二月錦標冠軍爵士藍調的第二人氣。本次比賽，其保持於中團較後位置，並於最後彎道開始加速。然而，進入最後直路時，與另一馬匹相撞，不但令其處於不利位置，亦出現被阻擋的劣勢。亦因爲此意外，即使其調整姿態於外檔發力加速，仍然無力回天，最終以1 1/4馬位敗於Tagano Tonnerre。
12月4日出戰日本冠軍盃，以5.3倍獨贏賠率成爲第二人氣。比賽開始後，因爲有緊張的情況出現，因而有些微漏閘表現，但無阻其進佔有利位置。但是，由於本場比賽步速較快，金色夢的節奏受到影響，比平常快及亂，導致其進入直路後無法發揮足夠力量加速，最終以第十二名大敗，首次未能入板。

### 4歲
2017年首戰爲2月19日之二月錦標，即使日本冠軍盃大敗，依然獲得第人氣。比賽開始後，其保持於中團位置並維持此節奏推進。進入最後直路後加速，並於直路上另一匹率先衝出的賽駒Best Warrior爭奪領先位置。最終，跑出最後600米35.6秒的成績，以頸位壓過對手，成功獲得第一個一級賽冠軍，亦爲日前逝世的父親黃金魅力獻上了最好的告別。

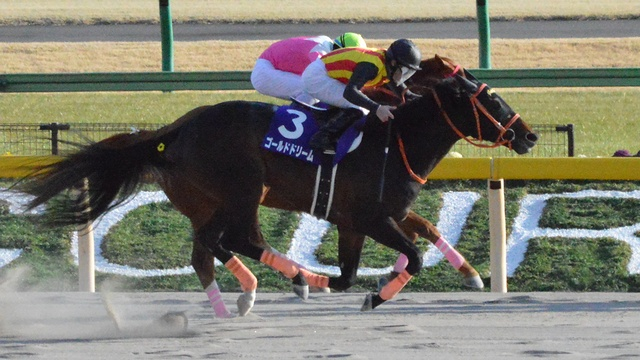
出戰二月錦標的金色夢

其後陣營安排其遠征阿聯酋，夥拍莫雷拉出戰3月25日的杜拜世界盃。比賽開始後，金色夢漏閘下節奏被打斷，於賽事途中未能保持穩定的速度。進入最後直路後，其更未能發揮實力，最終包尾而回。
回國後出戰6月28日帝王賞。雖然本次比賽開始後處於第五左右的前方位置，但於最後直路未有任何起色，最終以第七完賽。
其後出戰一哩冠軍南部盃。比賽開始後隨即大漏閘，雖然於最後直路不斷發力，但仍然未能拉近因漏閘造成的差距，最終獲得第五。
12月3日再次出戰日本冠軍盃，鑑於上兩場比賽的慘烈表現，其只獲得第八人氣，而本場比賽換成莫雅策騎。比賽開始後，其處於中團位置，並於約第十一的位置通過第四彎道。最後直路上，其爆發全場第二快的末腳，成功追過第一人氣的T M Jinsoku率先衝線，再次奪得一級賽殊榮。此戰過後，金色夢成功成為了繼飛箭及創升之後，第三匹於同一年度稱霸兩場中央泥地賽事的賽駒。

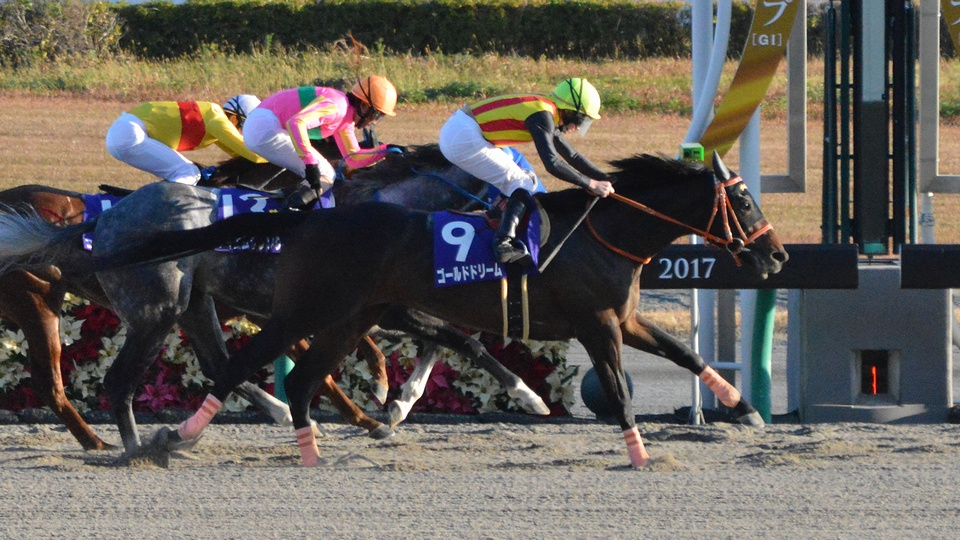
出戰日本冠軍盃的金色夢

年末，由於其稱霸中央泥地賽事，於評選中以261票當選最佳泥地馬。

### 5歲
2018年2月18日出戰二月錦標務求連霸，而本場比賽包含自己及2015年櫻花賞馬唐吉快跑在內，總共有九匹一級賽冠軍馬，但金色夢依然獲得第一人氣。比賽開始後，其又有些微漏閘表現，但無阻其於最後直路突然加速並獲得領先。可惜，同爲後上馬的信子之夢發揮更凌厲的勢頭，於終點前超越其，最終其以頸位落敗。
其後並沒有再次遠征阿聯酋，意思專心國內賽事並於5月2日出戰柏市紀念，騎師換成李慕華。比賽開始後，保持於中團位置，並於最後直路發力超越前方的All Blush及第一人氣的Incantation。
6月28日出戰帝王賞。比賽開始後，金色夢漏閘，因而保持於中團位置。本次比賽領放的的T M Jinsoku以頭1000米59.9秒的較快步速帶領節奏，因爲節奏和速度加快，本處於處於第六的金色夢提早加速，於第三彎道已經進佔了第三的位置。保持此優勢下，其於最後直路成功進入有利位置，並與上屆盟主渾身勇氣正面交鋒，最終以頸位勝出，成功奪得一級賽二連勝。
其後出戰一哩冠軍南部盃。雖然比賽中段保持良好節奏並搶佔有利位置，但於最終直路上未能追上至今6戰5勝的3歲馬Le Vent Se Leve，最終僅獲第二。
陣營原定安排其出戰日本冠軍盃務求連霸，卻因診斷出右肩患有筋肉疼痛而避戰。
作爲年度最後一戰，12月29日出戰東京大賞典，獲得第一人氣。賽事途中於中團位置衝出，但未能抵擋3歲馬Omega Perfume由外檔衝刺的速度，最終再一次獲得亞軍。

### 6歲
2019年年初出戰二月錦標，僅次此前做出六連勝的日輪之神，以3.0倍的獨贏賠率獲得第二人氣。比賽開始後，日輪之神進行領放，而其及Omega Perfume則一同處於中團。進入直路後，金色夢於外檔加速疾走，卻仍未能追上獨走的日輪之神，獲得第二。
5月6日出戰柏市紀念，與上場一樣，僅次於日輪之神獲得第二人氣。比賽開始後，金色夢再一次漏閘，於第五的位置追趕前方馬匹。進入最後直路後，其以凌厲的走勢追擊率先衝出的日輪之神，最終加速超越並以1 1/2馬位優勢獲勝，成功連霸此項賽事。
其後準備出戰帝王賞，但於6月12號賽前調整後有跛行症狀，檢查後發現左前腳關節之外側韌帶拉傷。有鑒於此，陣營決定避戰帝王賞並安排其進入休養。
10月14日出戰復出戰一哩冠軍南部盃，獲得第一人氣。比賽開始後，其於初段保持中團靠前位置，但於進入第四彎道後速度變慢但仍然未失速，最終後勁不夠凌厲之下，未能追上Sunrise Nova及Arctos，僅以頸位壓過Mogiana Flavor，獲得季軍。
其後出戰12月1日的日本冠軍盃，同場強敵有出賽以來未嘗敗的同父3歲馬Chrysoberyl、上年度東京大賞典冠軍Omega Perfume及剛剛勝出日本育馬場盃經典賽的中和魔匠。比賽開始後，其和Chrysoberyl一同處於先頭部隊位置，並以同樣速度通過第四彎道。於最後直路上，雖然其超越領放的老對手日輪之神，卻於最後比拼上敗於Chrysoberyl，再次獲得第二。
其後陣營宣佈將於東京大賞典後安排金色夢退役。然而12月15日，沙特阿拉伯方面宣佈將創設頭馬獎金1000萬美金的沙特盃，因而陣營考慮後明確表明若可以解決檢疫方面的疑慮，金色夢將會遠征沙特阿拉伯並推遲退役日期。
12月29日按計劃出戰東京大賞典，壓過上年度盟主Omega Perfume及上場比賽輕鬆獲勝的渾身勇氣獲得第一人氣。賽事開始後，天照肯州及渾身勇氣開始於前方領放，金色夢以第三跟隨其後。然而進入最後直路後，由於前方兩匹領放馬雙雙失速沉底，節奏變慢下連累金色夢開始減速，其後被內欄的信子之夢及外檔的Omega Perfume相繼超越，最後更於終點線前被Mogiana Flavor壓過，僅得第四。

### 7歲
其後按照上年度制定的計劃，以沙特盃作爲2020年年度首戰。比賽開始後漏閘，於第三的位置追趕前方，最後以第六名衝線。然而於2024年8月1日，沙特阿拉伯賽馬會的競賽董事正式通過取消頭馬Maximum Security資格的動議，金色夢於此情況下遞補成為第五。
其後被轉移至阿聯酋打算出戰杜拜世界盃，但由於新型冠狀病毒疫情的蔓延，阿聯酋方面取消了本屆的比賽，其返回日本。
回國後首戰爲暌違三年半的三級賽平安錦標，由於預防疫情的原因，騎師於日本的活動亦受到限制，尤其遠征過後的騎師，因而本場比賽由藤岡祐介代替陪同金色夢由阿聯酋返回日本之李慕華策騎。比賽途中，其成功追至第四，最終以第三完賽。
陣營原先安排其出戰帝王賞，但由於練馬師平田修表示希望金色夢於秋季可以有良好的表現，因而避戰此夏季賽事，改爲進入放草。
其後連續第四年出戰一哩冠軍賽。比賽開始後，其位於中團位置，但由於受到場地影響，其最終於直路上未能有效加速，最終獲得第六。
12月6日出戰日本冠軍盃，由於主戰騎師李慕華選擇策騎法老茶座，本次比賽由和田龍二代打策騎。比賽開始後，其處於中團位置等待時機，於最後直路上超越Chrysoberyl，並於終點前超越法老茶座，可惜未能追上中和魔匠，獲得第二。
其後打算出戰年末的東京大賞典並以來年之二月錦標爲目標，然而於訓練途中出現腿部不安跡象，加上考慮其以達7歲高齡，陣營決定安排其退役。

### 詳細賽績
| 日期       | 舉辦國家   | 馬場     | 距離   | 級別  | 賽事名稱         | 負重 | 騎師     | 馬號 | 出馬 | 名次 | 時間     | 頭馬（二馬）      |
| ---------- | ---------- | -------- | ------ | ----- | ---------------- | ---- | -------- | ---- | ---- | ---- | -------- | ----------------- |
| 13/12/2015 | 日本       | 阪神     | 泥1800 |       | 2歲新馬          | 55   | 川田將雅 | 2    | 16   | 1    | 1:54.0   | （Fontana Liri）  |
| 5/1/2016   | 日本       | 京都     | 泥1800 |       | 3歲500萬獎金以下 | 56   | 川田將雅 | 12   | 14   | 1    | 1:52.3   | （Super Liner）   |
| 21/2/2016  | 日本       | 東京     | 泥1600 | OP    | 風信子錦標       | 56   | 田邊裕信 | 7    | 14   | 1    | 1:35.4   | （Strong Barows） |
| 4/5/2016   | 日本       | 園田     | 泥1870 | JpnII | 兵庫冠軍錦標     | 56   | 川田將雅 | 6    | 12   | 2    | 2:01.4   | 渾身勇氣          |
| 19/6/2016  | 日本       | 東京     | 泥1600 | GIII  | 麒麟錦標         | 56   | 川田將雅 | 12   | 16   | 1    | 1:35.8   | （Strong Barows） |
| 13/7/206   | 日本       | 大井     | 泥2000 | JpnI  | 日本泥地打吡     | 56   | 川田將雅 | 6    | 12   | 3    | 2:06.9   | Kyoei Gere        |
| 12/11/2016 | 日本       | 東京     | 泥1600 | GIII  | 武藏野錦標       | 56   | 杜滿萊   | 8    | 16   | 2    | 1:34.0   | Tagano Tonnerre   |
| 4/12/2016  | 日本       | 中京     | 泥1800 | GI    | 日本冠軍盃       | 56   | 杜滿萊   | 12   | 15   | 12   | 1:51.4   | 聽來真            |
| 19/2/2017  | 日本       | 東京     | 泥1600 | GI    | 二月錦標         | 57   | 杜滿萊   | 3    | 16   | 1    | 1:35.1   | （Best Warrior）  |
| 25/3/2017  | 阿聯酋     | 美丹     | 泥2000 | GI    | 杜拜世界盃       | 57   | 莫雷拉   | 3    | 14   | 14   | 紀錄缺失 | 霸道駒            |
| 28/6/2017  | 日本       | 大井     | 泥2000 | JpnI  | 帝王賞           | 57   | 杜滿萊   | 11   | 16   | 7    | 2:06.2   | 渾身勇氣          |
| 9/10/2017  | 日本       | 盛岡     | 泥1600 | JpnI  | 一哩冠軍南部盃   | 57   | 川田將雅 | 13   | 16   | 5    | 1:35.8   | 小林歷奇          |
| 3/12/2017  | 日本       | 中京     | 泥1800 | GI    | 日本冠軍盃       | 57   | 莫雅     | 9    | 15   | 1    | 1:50.1   | （T M Jinsoku）   |
| 18/2/2018  | 日本       | 東京     | 泥1600 | GI    | 二月錦標         | 57   | 莫雅     | 8    | 16   | 2    | 1:36.0   | 信子之夢          |
| 2/5/2018   | 日本       | 船橋     | 泥1600 | JpnI  | 柏市紀念         | 57   | 李慕華   | 7    | 12   | 1    | 1:39.2   | （All Blush）     |
| 27/6/2018  | 日本       | 大井     | 泥2000 | JpnI  | 帝王賞           | 57   | 李慕華   | 4    | 15   | 1    | 2:04.2   | （渾身勇氣）      |
| 8/10/2018  | 日本       | 盛岡     | 泥1600 | JpnI  | 一哩冠軍南部盃   | 57   | 李慕華   | 7    | 14   | 2    | 1:35.5   | Le Vent Se Leve   |
| 29/10/2018 | 日本       | 大井     | 泥2000 | GI    | 東京大賞典       | 57   | 李慕華   | 13   | 16   | 2    | 1:06.0   | Omega Perfume     |
| 17/2/2019  | 日本       | 東京     | 泥1600 | GI    | 二月錦標         | 57   | 李慕華   | 3    | 14   | 2    | 1:35.6   | 日輪之神          |
| 6/5/2019   | 日本       | 船橋     | 泥1600 | JpnI  | 柏市紀念         | 57   | 李慕華   | 10   | 11   | 1    | 1:40.2   | （日輪之神）      |
| 14/10/2019 | 日本       | 盛岡     | 泥1600 | JpnI  | 一哩冠軍南部盃   | 57   | 李慕華   | 13   | 16   | 3    | 1:34.7   | Sunrise Nova      |
| 1/12/2019  | 日本       | 中京     | 泥1800 | GI    | 日本冠軍盃       | 57   | 李慕華   | 11   | 16   | 2    | 1:48.5   | Chrysoberyl       |
| 29/12/2019 | 日本       | 大井     | 泥2000 | GI    | 東京大賞典       | 57   | 李慕華   | 12   | 13   | 4    | 2:05.6   | Omega Perfume     |
| 29/2/2020  | 沙特阿拉伯 | 安都拉茲 | 泥1800 |       | 沙特盃           | 57   | 李慕華   | 4    | 14   | 5    | 1:51.51  | Midnight Bisou    |
| 23/5/2020  | 日本       | 京都     | 泥1900 | GIII  | 平安錦標         | 58   | 藤岡祐介 | 7    | 14   | 3    | 1:56.6   | Omega Perfume     |
| 12/102020  | 日本       | 盛岡     | 泥1600 | JpnI  | 一哩冠軍南部盃   | 57   | 李慕華   | 16   | 16   | 6    | 1:33.5   | Arctos            |
| 6/12/2020  | 日本       | 中京     | 泥1800 | GI    | 日本冠軍盃       | 57   | 和田龍二 | 2    | 16   | 2    | 1:49.7   | 中和魔匠          |

## 退役後
退役後，金色夢成爲了配種馬，在北海道新日高町Rex Stud休養，於2021年開始配種，配種費爲100萬日圓。首批子嗣在2022年出生。首批子嗣可於2024年出賽。2025年2月19日，Janadriyah在雲取賞取勝，成為首匹勝出分級賽的子嗣。

### 主要子嗣

#### 分級賽優勝子嗣
2022年生
- Janadriyah（雲取賞）

## 血統簡介
父系黃金魅力爲日本賽駒，生涯活躍於泥地賽事，曾獲得二月錦標冠軍，其子嗣亦於泥地賽事大放異彩。祖父週日寧靜爲美國三冠賽雙軍馬，退役後在日本配種，其子嗣贏得巨額獎金，連續12年成為日本冠軍種馬。
母系Mon Vert亦爲日本賽駒，生涯僅得四勝。外祖父French Deputy爲美國賽駒，曾勝出二級賽。

### 血統表
| 父線：週日寧靜系（Halo系）                                           |                              |                 |                 |
| 種馬 黃金魅力 1999年（栗色）                                         | 週日寧靜 1986年（棕色）      | Halo            | Hail to Reason  |
| 種馬 黃金魅力 1999年（栗色）                                         | 週日寧靜 1986年（棕色）      | Halo            | Cosmah          |
| 種馬 黃金魅力 1999年（栗色）                                         | 週日寧靜 1986年（棕色）      | Wishing Well    | Understanding   |
| 種馬 黃金魅力 1999年（栗色）                                         | 週日寧靜 1986年（棕色）      | Wishing Well    | Mountain Flower |
| 種馬 黃金魅力 1999年（栗色）                                         | Nikiya 1993年（棗色）        | 雷利耶夫        | 北地舞人        |
| 種馬 黃金魅力 1999年（栗色）                                         | Nikiya 1993年（棗色）        | 雷利耶夫        | Special         |
| 種馬 黃金魅力 1999年（栗色）                                         | Nikiya 1993年（棗色）        | Reluctant Guest | Hostage         |
| 種馬 黃金魅力 1999年（栗色）                                         | Nikiya 1993年（棗色）        | Reluctant Guest | Vaguely Royal   |
| 繁殖雌馬 Mon Vert 2003年（棗色）                                     | French Deputy 1990年（栗色） | Deputy Minister | Vice Regent     |
| 繁殖雌馬 Mon Vert 2003年（棗色）                                     | French Deputy 1990年（栗色） | Deputy Minister | Mint Copt       |
| 繁殖雌馬 Mon Vert 2003年（棗色）                                     | French Deputy 1990年（栗色） | Mitterand       | Hold Your Peace |
| 繁殖雌馬 Mon Vert 2003年（棗色）                                     | French Deputy 1990年（栗色） | Mitterand       | Laredo Lass     |
| 繁殖雌馬 Mon Vert 2003年（棗色）                                     | Special Jade 1993年（棗色）  | Cox's Ridge     | Best Turn       |
| 繁殖雌馬 Mon Vert 2003年（棗色）                                     | Special Jade 1993年（棗色）  | Cox's Ridge     | Our Martha      |
| 繁殖雌馬 Mon Vert 2003年（棗色）                                     | Special Jade 1993年（棗色）  | Statistic       | 淘金者          |
| 繁殖雌馬 Mon Vert 2003年（棗色）                                     | Special Jade 1993年（棗色）  | Statistic       | Number          |
| 雌系：Special系（號族：5-h）                                         |                              |                 |                 |
| 五代內近親交配：北地舞人 4×5、Special 4×5、Turn-to 5×5、尼真斯基 5×5 |                              |                 |                 |

## 命名由來
名字中，Gold（ゴールド）的意思即是金色、黃金，聯想自父系黃金魅力之名字，Dream（ドリーム）即是夢想。

## 外部連結
- 金色夢 netkeiba.com （页面存档备份，存于）
- 血統表 （页面存档备份，存于）